# Dakinomyia froggattii
Dakinomyia froggattii är en tvåvingeart som först beskrevs av Dakin och Fordham 1922.  Dakinomyia froggattii ingår i släktet Dakinomyia och familjen rovflugor. Inga underarter finns listade i Catalogue of Life.